# Trinationale Metropolregion Oberrhein
| Subjekte:           | Süd- & Westpfalz Süd- & Mittelbaden Elsass Basel-Stadt Basel-Landschaft Aargau Jura Solothurn |
| Fläche:             | 21.500 km²                                                                                    |
| Einwohner:          | 6 Millionen                                                                                   |
| Bevölkerungsdichte: | 279 Einwohner pro km²                                                                         |
| Webseite:           | https://www.rmtmo.eu/de/                                                                      |

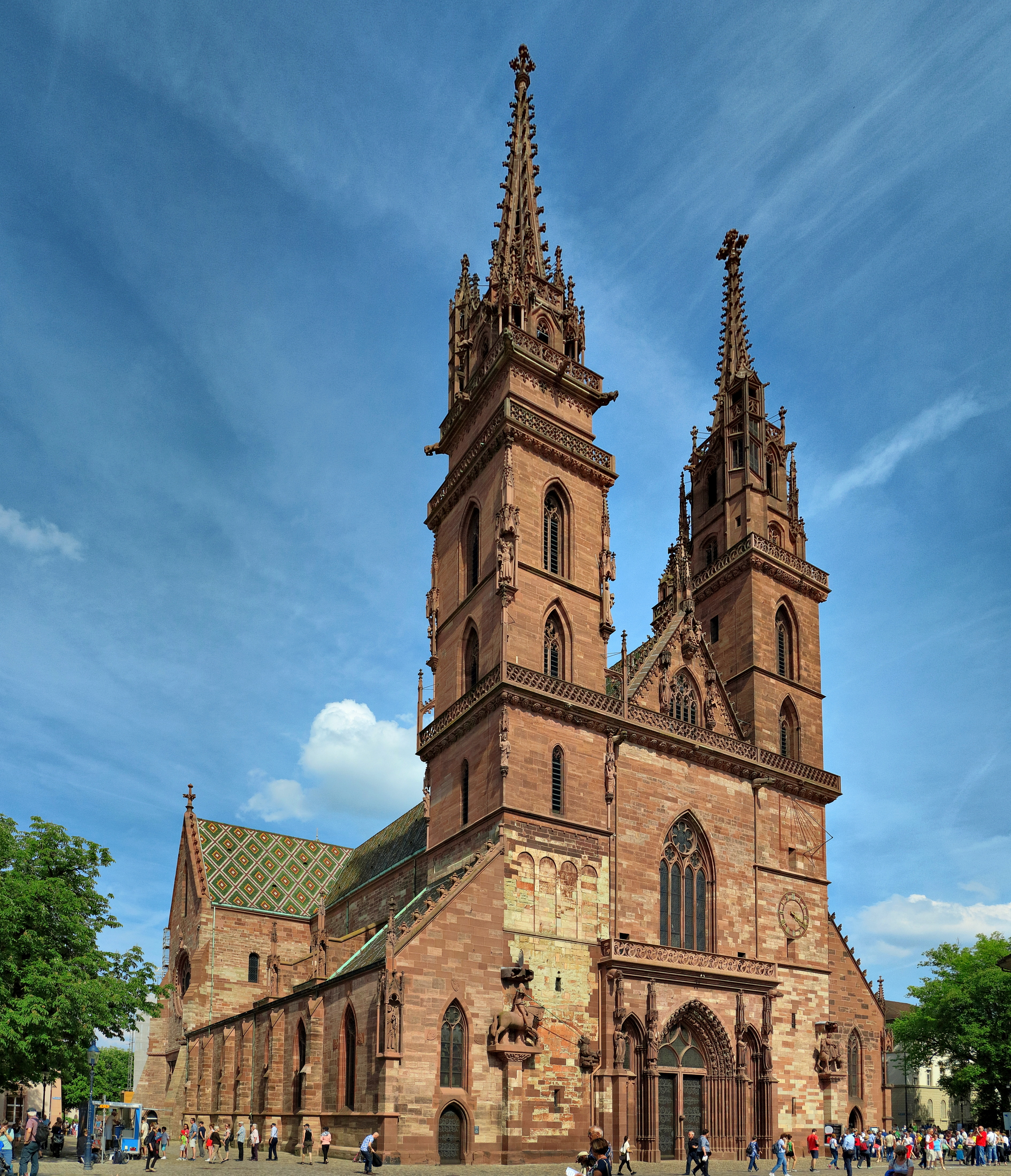
Basel: Münster

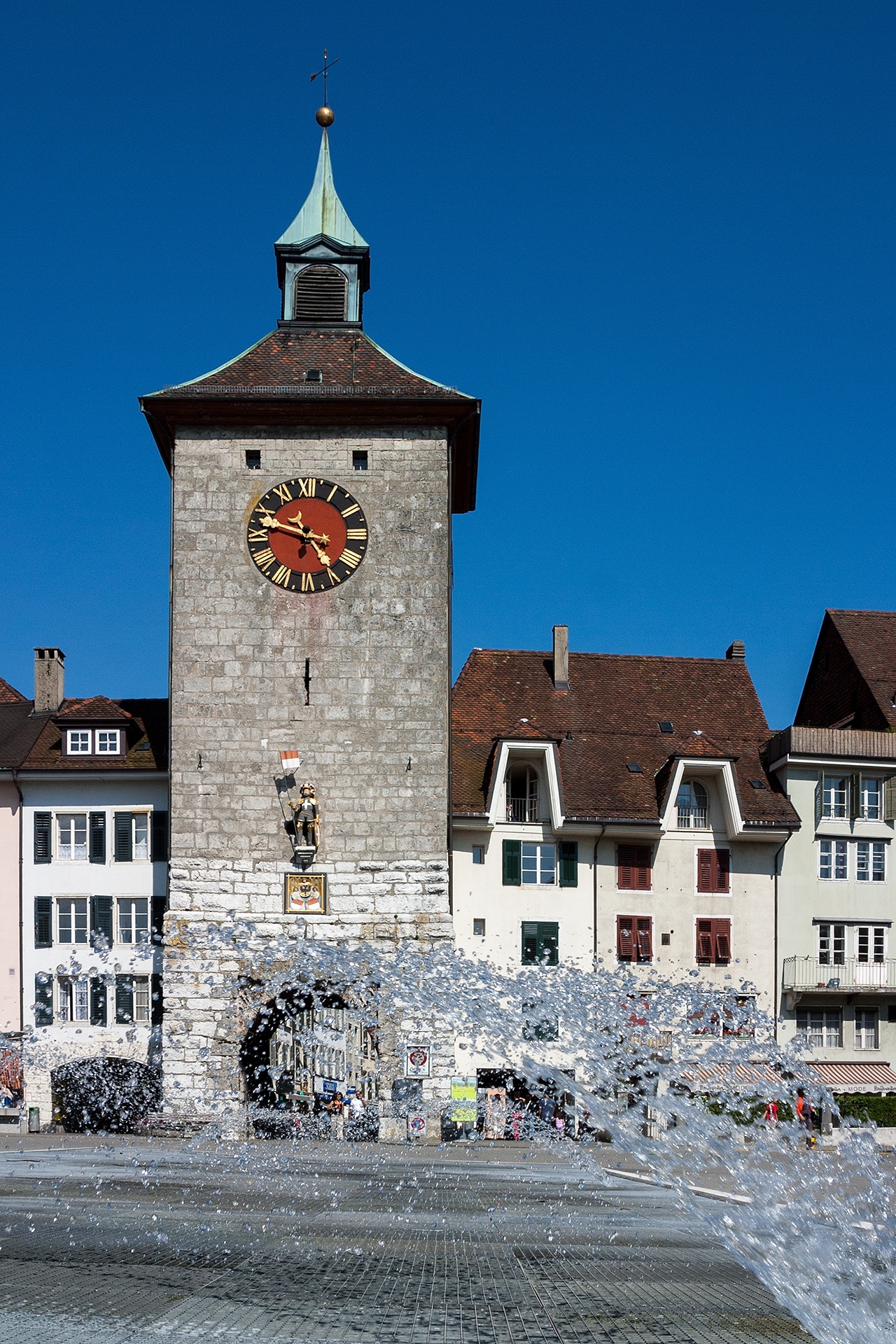
Solothurn: Bieltor

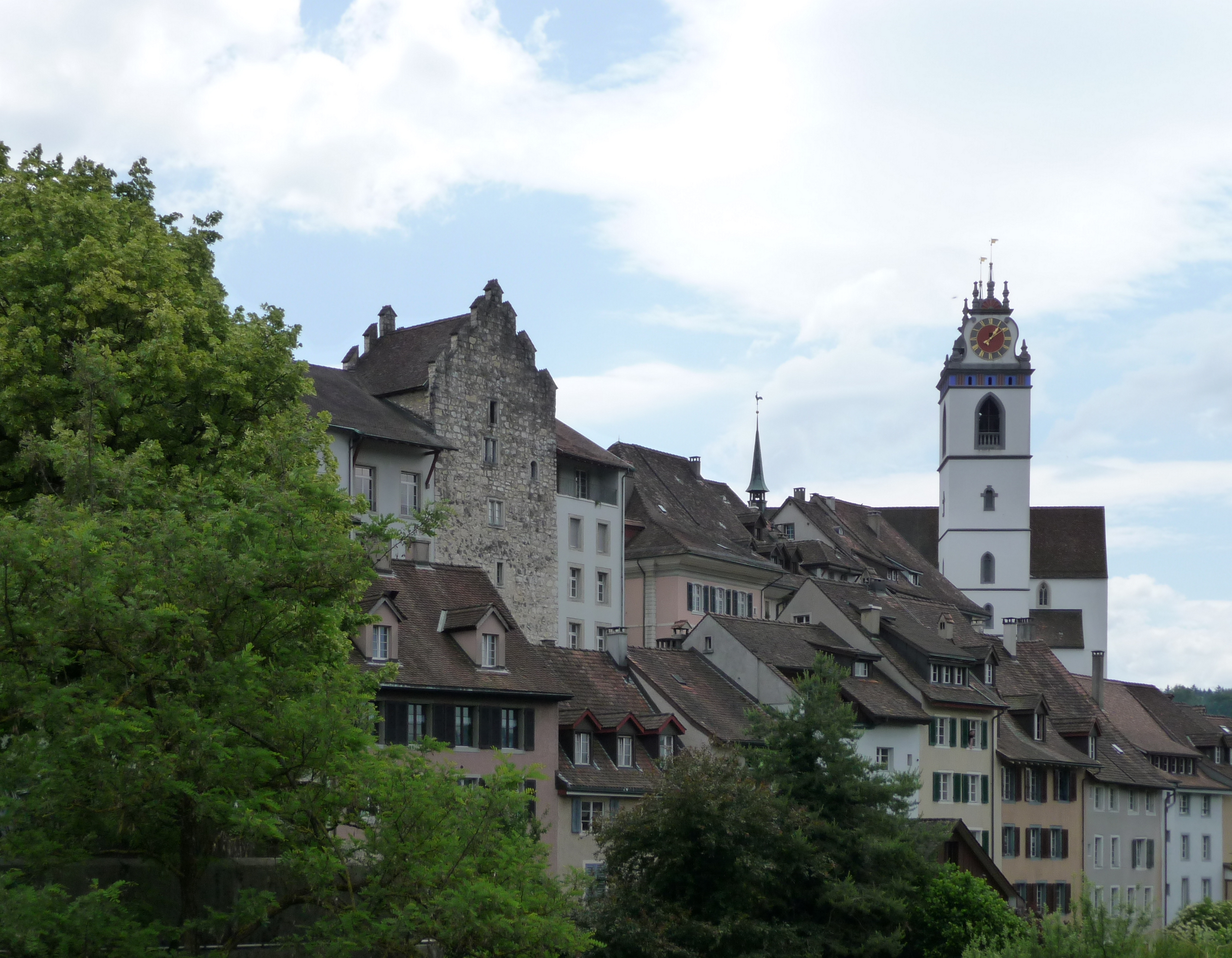
Aarau: Altstadt

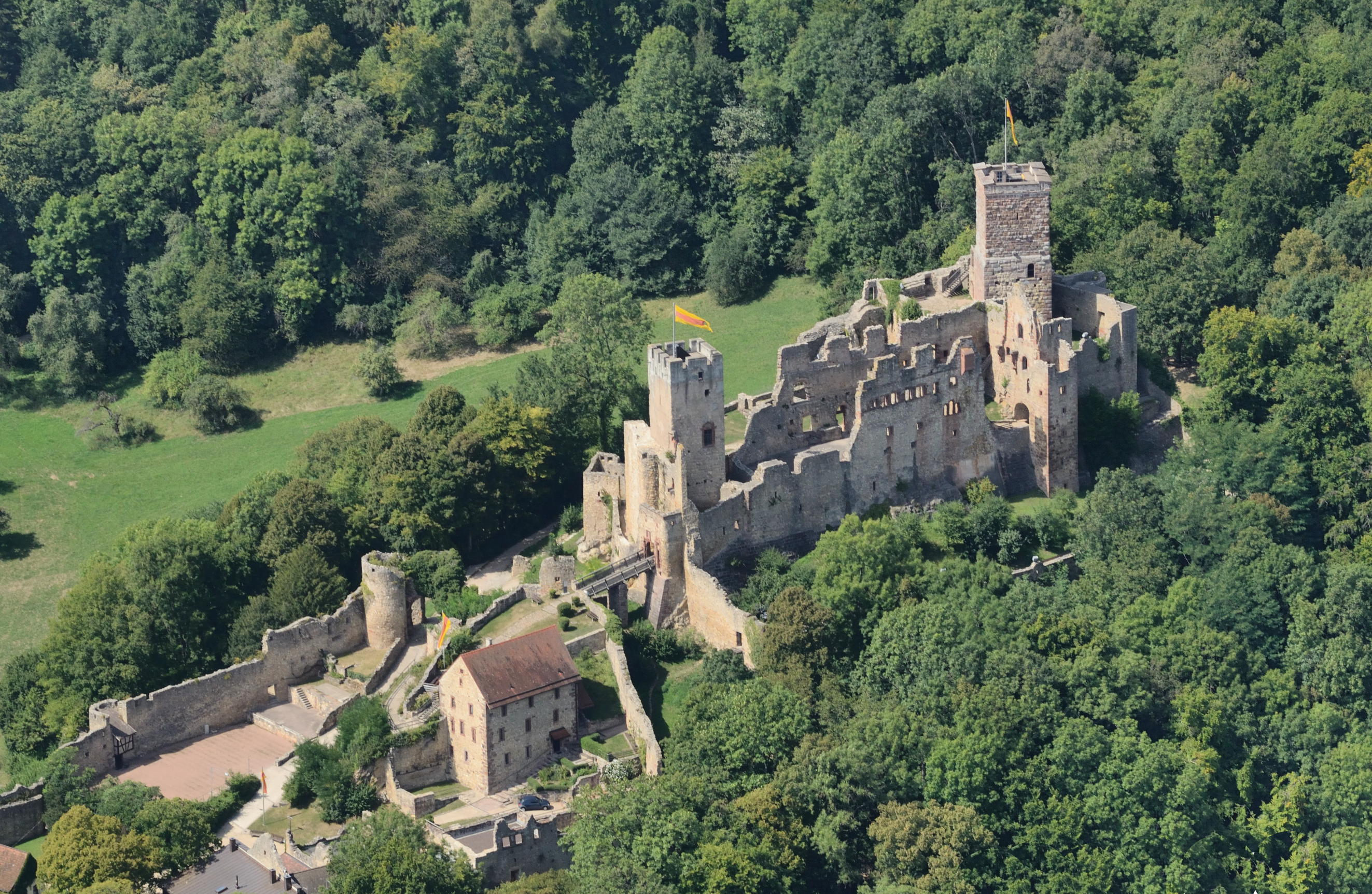
Lörrach: Burg Rötteln

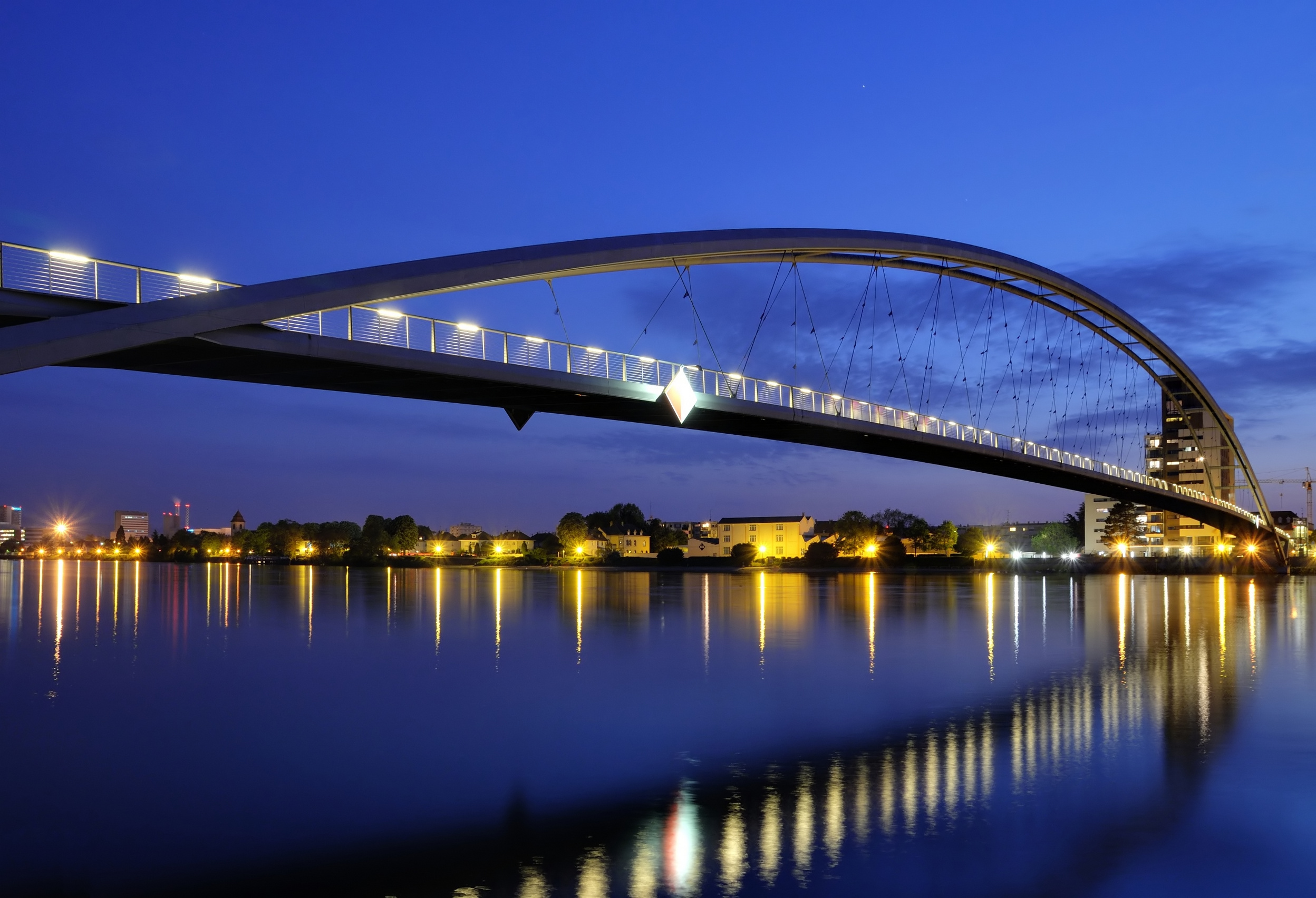
Huningue/Weil am Rhein: Dreiländerbrücke

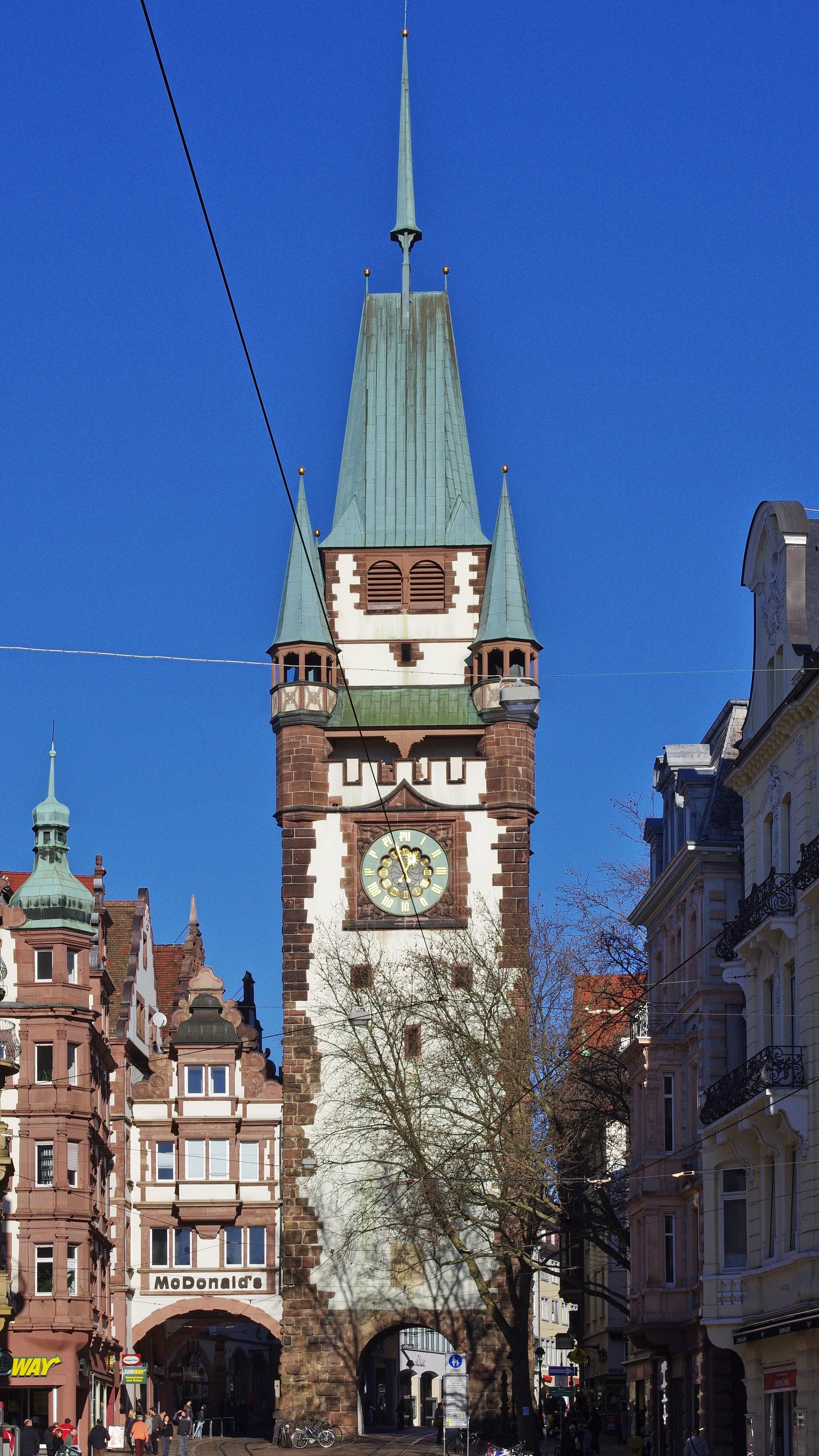
Freiburg im Breisgau: Martinstor

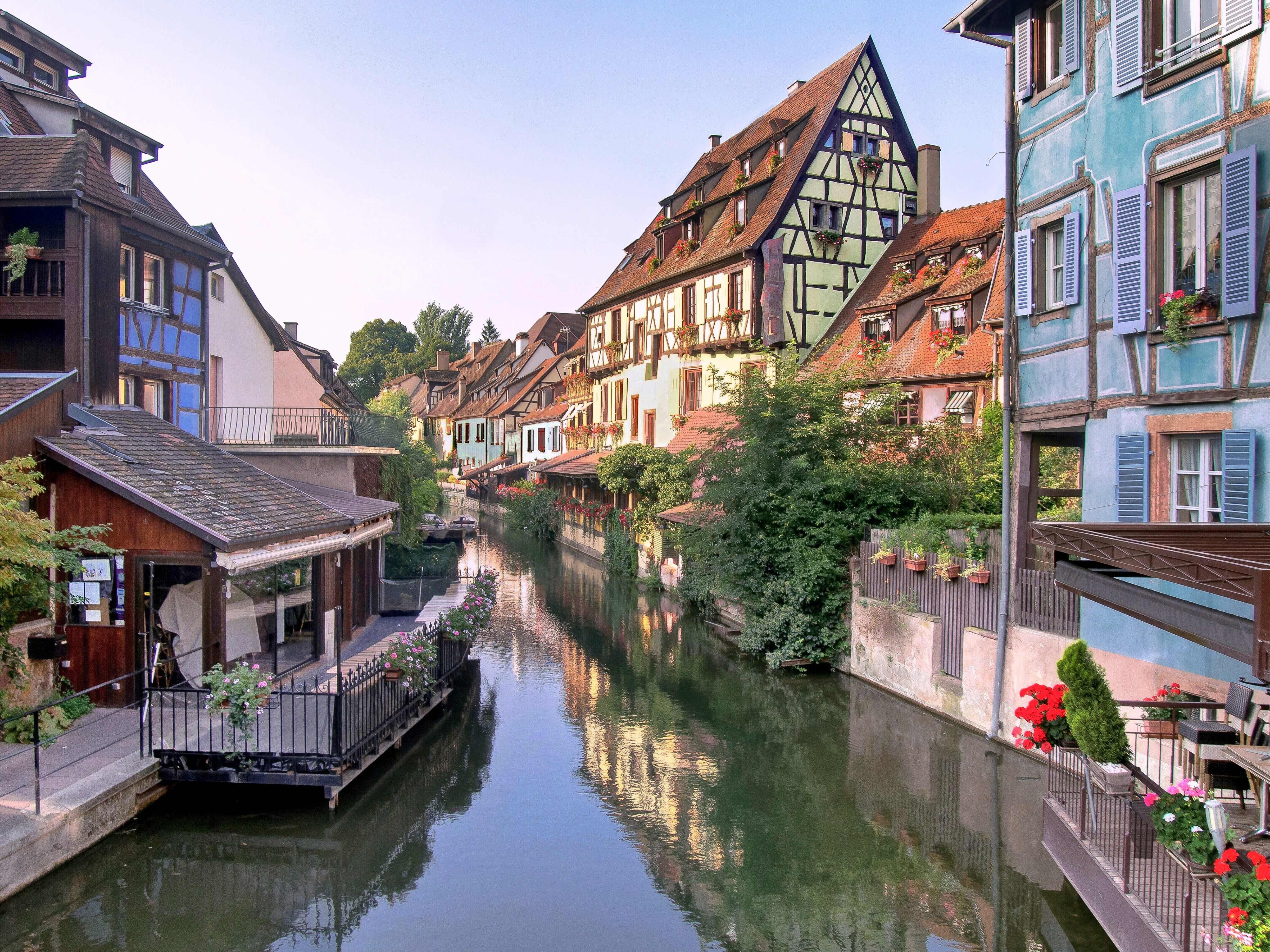
Colmar: Le Petite Venise („Klein-Venedig“)

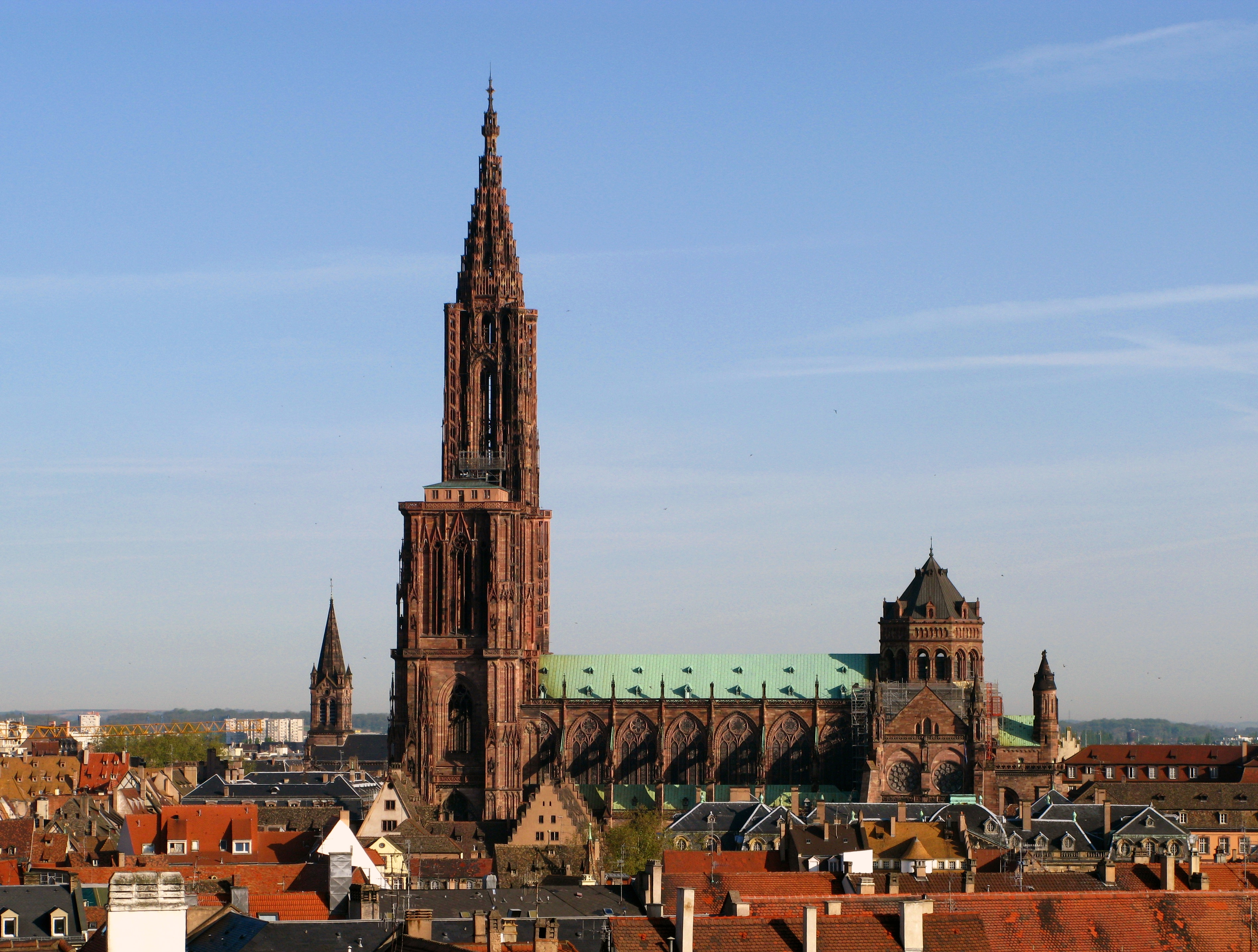
Straßburg: Münster

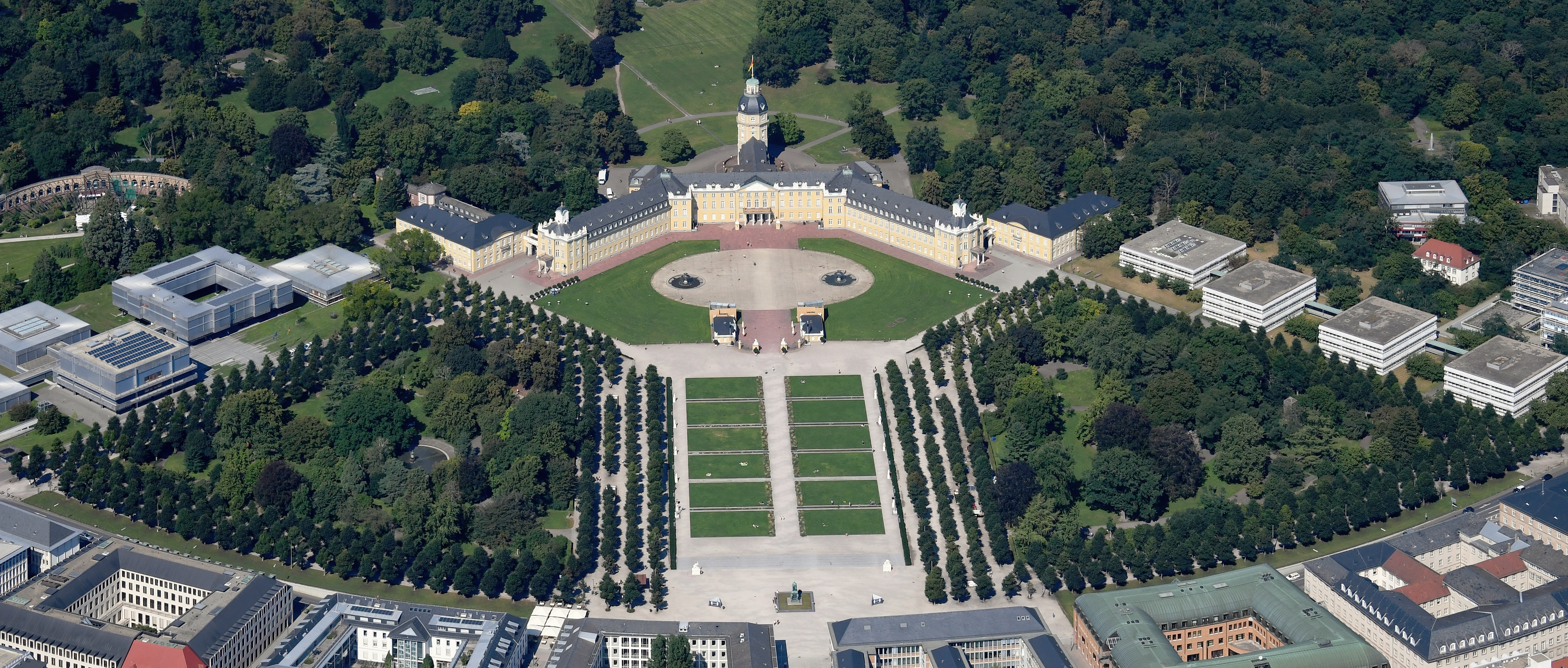
Karlsruhe: Schloss

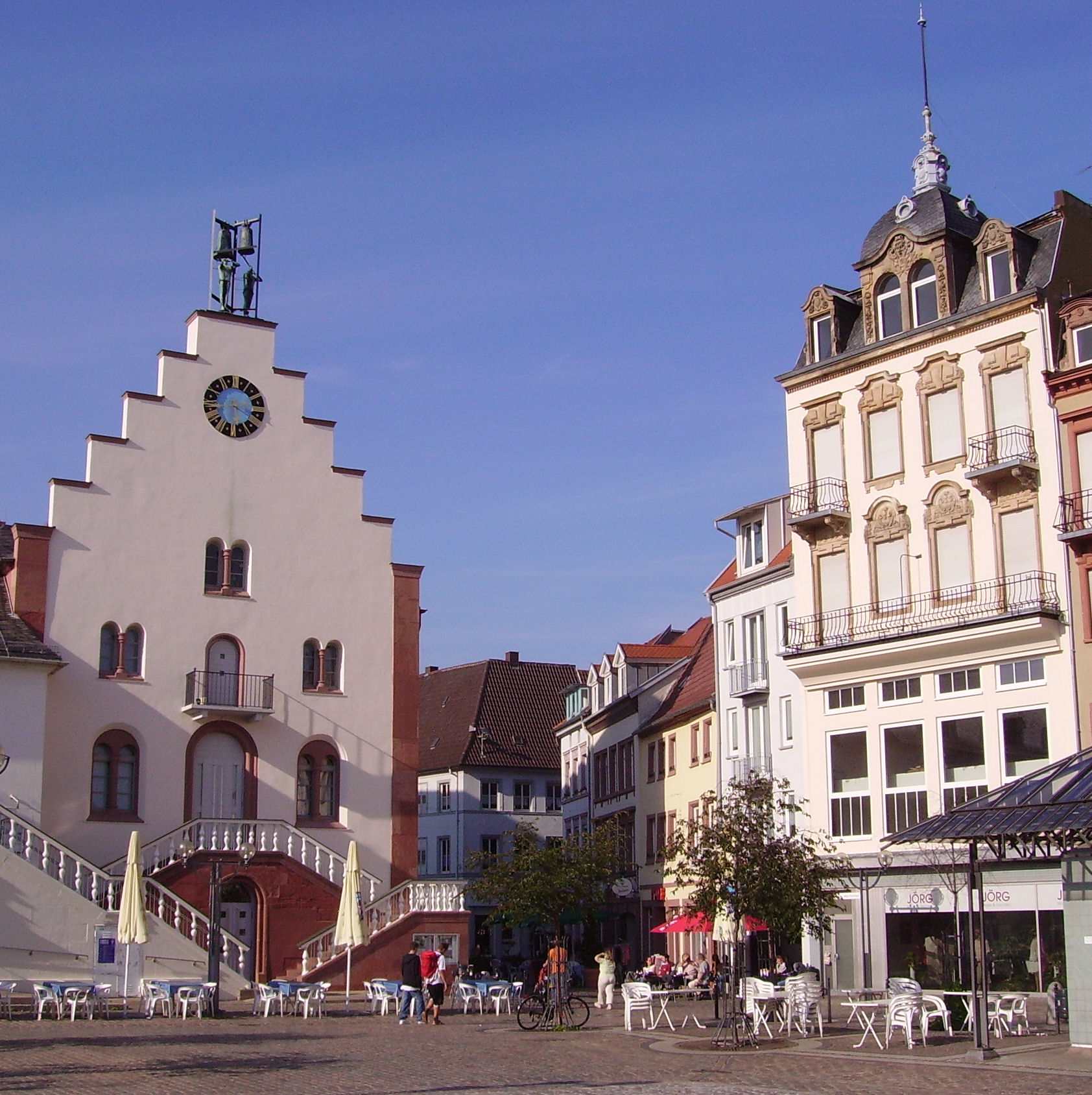
Landau in der Pfalz: Rathausplatz

Die Trinationale Metropolregion Oberrhein (TMO; französisch Région métropolitaine trinationale du Rhin supérieur) ist eine Europaregion am Oberrhein. Sie umfasst das Elsass in Frankreich, Süd- und Mittelbaden und die Süd- und Westpfalz (Landkreise Germersheim, Südliche Weinstraße und Südwestpfalz sowie die Stadtkreise Pirmasens und Landau in der Pfalz) in Deutschland sowie die Schweizer Kantone Basel-Stadt, Basel-Landschaft, Jura, Solothurn und Aargau (Stand: Ende Oktober 2022) mit rund 6 Millionen Einwohnern auf 21.500 km². Die Metropolregion wurde am 9. Dezember 2010 gegründet.
Das Bruttosozialprodukt der 1817 Kommunen in der Region betrug im Jahr 2008 202,5 Milliarden Euro, was dem Bruttosozialprodukt von Staaten wie Irland oder Finnland entspricht.
In der TMO liegen die Eurodistrikte PAMINA, Strasbourg/Ortenau, Region Freiburg/Centre et Sud Alsace und Basel (TEB).

## Geschichte
Die Menschen beiderseits des Rheins betrachteten sich von jeher als kulturell und wirtschaftlich zusammengehörig, was jedoch von den Regierungen zwischen dem 17. und 20. Jahrhundert häufig anders gesehen wurde. Auch die Sprache, der alemannische Dialekt, der in der Nordschweiz, im Elsass und in Südbaden gesprochen wurde und manchmal noch wird, zeugt von der Verbundenheit der Region. Obgleich die unter dem Basler Fürstbischof Heinrich von Thun im Jahre 1225 erbaute Brücke die erste und einzige feste Rheinüberquerung zwischen dem Bodensee und der Rheinmündung darstellte, bedeutete der Fluss für die Region die gemeinsam genutzte Wasserstraße und nie eine Trennung.
Nachdem mit dem Westfälischen Frieden der Oberrhein die natürliche Grenze zwischen dem Reich und dem Königreich Frankreich bildete, betrieben die neuen Machthaber über Jahrhunderte eine Französisierung des Landes de ce côté du Rhin (linksrheinisch), so dass heute die sprachliche Verständigung mit den Menschen outre-Rhin (rechtsrheinisch) erschwert ist: Einerseits sprechen die Elsässer nur noch selten Alemannisch, während auf der anderen Seite das Hochdeutsche den Dialekt mehr und mehr verdrängt. So etabliert sich Englisch als lingua franca zwischen Deutschen und Franzosen.
Nach dem Zweiten Weltkrieg organisierte Oberbürgermeister Joseph Rey aus Colmar 1956 die erste Begegnung zwischen Bürgermeistern zu beiden Seiten des Rheins. 1971 war der Beginn regelmäßiger trinationaler Verwaltungsgespräche (Conférence Tripartite). 1975 wurde mit dem Bonner Abkommen die grenzüberschreitende Zusammenarbeit institutionalisiert. Die Außenministerien in Bonn, Paris und Bern richteten eine Regierungskommission mit zwei Regionalausschüssen im Norden und im Süden des Mandatsgebiets ein. Basierend auf Gemeinsamkeiten sowohl in alemannischen Sprachwurzeln als auch der Umwelt- und Anti-Atomkraft-Bewegung wurde schon in den 1970er Jahren das Dreyeckland gegründet.
1988 präsentierte das Land Baden-Württemberg auf der XVII. Triennale in Mailand, die dem Thema Die Städte der Welt und die Zukunft der Metropolen gewidmet war, einen Ausstellungsbeitrag mit dem Titel Der Oberrhein – eine andere Metropole. Er war als Kontrapunkt zu den übrigen Entwürfen konzipiert und setzte sich mit den Charakteristik eines Raumes mit dezentraler Siedlungsstruktur bei gleichzeitiger hoher Bevölkerungsdichte auseinander.
Seit 1990 nimmt das Oberrheingebiet eine Pilotfunktion bei der Umsetzung der Gemeinschaftsinitiative INTERREG wahr. Seitdem wurden 380 grenzüberschreitende Projekte mit europäischen Fördermitteln kofinanziert und umgesetzt. 1992 fusionierten die Regionalausschüsse der Regierungskommission zur deutsch-französisch-schweizerischen Oberrheinkonferenz mit einem Sekretariat in Kehl (1996). 1997 schufen die Gewählten als Ergänzung dazu den Oberrheinrat.
1999 veröffentlichte die Arbeitsgruppe Raumordnung der Deutsch-Französisch-Schweizerischen Oberrheinkonferenz auf dem 7. Dreiländerkongress in Neustadt a.d.W. den raumordnerischen Orientierungsrahmen Lebensraum Oberrhein – eine gemeinsame Zukunft. Darin befindet sich erstmals eine detaillierte Beschreibung der Dezentralen Dreiländer-Metropole Oberrhein. 2002 im baden-württembergischen Landesentwicklungsplan wurden die Räume Karlsruhe/Pforzheim, Rhein-Neckar, Offenburg, Freiburg und das Dreiländereck als Trinationaler Verflechtungsraum Oberrhein definiert. Er soll „im Sinne einer Metropolregion behandelt und insgesamt nachhaltig, vernetzt und grenzübergreifend als Zukunftsregion entwickelt werden.“ 2006 setzte der 10. Dreiländerkongress unter dem Titel Oberrhein – die gemeinsamen Stärken stärken und nutzen in Freiburg das Projekt Trinationale Europäische Metropolregion Oberrhein auf die Tagesordnung der grenzüberschreitenden Gremien. 2006 veröffentlichte die AG Raumordnung der Oberrheinkonferenz die BAK-Studie Das Oberrheingebiet als europäische Metropolregion.
2007 setzte das Präsidium der Oberrheinkonferenz eine Ad-hoc-Gruppe Metropolregion ein. Ziel war die Zusammenführung und Abstimmung der verschiedenen Initiativen zur Metropolregion Oberrhein im Mandatsgebiet der Oberrheinkonferenz. Parallel dazu entwarf eine Arbeitsgruppe aus Vertretern der Industrie- und Handelskammern aus Deutschland Frankreich und der Schweiz, der Regionalverbände und des Städtenetzes, der Région Alsace, des Regierungspräsidiums Freiburg und der Regio Basiliensis ein Diskussionspapier, das ein Leitbild für den Oberrhein und prioritäre Handlungsfelder aufzeigt.
Auf der Basis dieses Papiers stellte der 11. Dreiländerkongress in Straßburg am 11. Januar 2008 in einer Gemeinsamen Erklärung fest:

„Am Oberrhein leben zwischen Jura, Vogesen, Schwarzwald und Pfälzerwald auf 21.508 Quadratkilometern sechs Millionen Menschen in einem Gebiet, dessen Merkmal ein engmaschiges Netz dynamischer Städte mit dazwischenliegenden ländlichen Räumen ist.“

Am 30. März 2009 erfolgte eine Präsentation der Trinationalen Metropolregion Oberrhein vor Vertretern der DG Regio der EU-Kommission in der baden-württembergischen Landesvertretung in Brüssel. Anfang 2010 verankerte der Deutsch-Französische Ministerrat die Trinationale Metropolregion Oberrhein in der deutsch-französischen Agenda 2020 und anerkannte somit die Zusammenarbeit zwischen Frankreich, Deutschland und der Schweiz am Oberrhein.
Bei einem Sommerkurs des Verbunds der Universitäten am Oberrhein (Eucor) im August 2010 diskutierten Studenten über die Grenzen der trinationalen Zusammenarbeit: Enttäuscht stellten die Teilnehmer fest: „Denken ist leicht, doch so zu handeln, wie man gedacht hatte, ist schwer“. Es gibt zwischen den drei Staaten zu viele Unterschiede in der Kompetenzverteilung, in Recht und Verwaltung und in der gesellschaftlichen Diskussion, so dass das gemeinsame Handeln an die Grenzen der unterschiedlichen Strukturen stößt.
Am 2. Dezember 2010 fand in Basel der 12. Dreiländerkongress statt, der sich mit den Potenzialen des Bildungsraums zwischen Basel, Freiburg, Straßburg und Karlsruhe befasste.
Anlässlich des 35-jährigen Jubiläums der Deutsch-Französisch-Schweizerischen Regierungskommission am 9. Dezember 2010 im Burda-Medien-Tower zu Offenburg unterzeichneten Jürg Schärer, Vizepräsident der Regio Basiliensis, Regierungsrat Urs Wüthrich-Pelloli, Präsident der Oberrheinkonferenz, Regierungspräsident Julian Würtenberger, Vizepräsident der Oberrheinkonferenz, Pierre Etienne Bindschaedler, PDG Soprema, Präsident Alsace Enérgivie und Stefan Fisch, Rektor der Deutschen Hochschule für Verwaltungswissenschaften, Speyer die Gründungserklärung der Trinationalen Metropolregion Oberrhein. Im Anschluss daran wurde die Gründung der Trinationalen Metropolregion durch Philippe Richert, Minister für die Gebietskörperschaften, Ministère de l’Intérieur, Paris, Werner Hoyer, Staatsminister im Auswärtigen Amt und Beauftragter der Bundesregierung für die Deutsch-Französische Zusammenarbeit, Berlin, Peter Maurer und Staatssekretär im Departement für Auswärtige Angelegenheiten, Bern als Vertreter der Nationalstaaten durch Unterzeichnung der Offenburger Erklärung bestätigt. Gleichzeitig wurde das Logo der Trinationalen Metropolregion Oberrhein anerkannt.
Im Jahre 2013 entschied die EU über eine neue Regionalpolitik, in der die TMO auch bezüglich der Finanzierung eine Rolle spielte. Für die Region wurde in der fünften Förderperiode (INTERREG-V, Zeitraum 2014 bis 2020) die Fördersumme nochmals deutlich auf 110 Millionen Euro erhöht, während in der Periode IV noch 67 Millionen Euro aus dem Europäischen Fonds für regionale Entwicklung (EFRE) bereitgestellt worden waren. Für das Gesamtbudget wurden vier Schwerpunkte vereinbart:
- Nachhaltiges Wachstum (Umwelt und Verkehr)
- Intelligentes Wachstum (Wissenschaft, Forschung und Technologietransfer)
- Integriertes Wachstum (grenzüberschreitende Ausbildung und Arbeitsmarktpolitik)
- Territoriale Zusammenarbeit und Bürgerprojekte

Die einzelnen Projekte sollten dabei nur dann förderfähig sein, wenn sie die gesamte Region voranbringen. Aufgrund der bisherigen Erfahrungen wurde eine zielgerechterer Einsatz der bereitstehenden Gelder angestrebt und zu diesem Zweck ein dafür verantwortlicher Begleitausschuss gebildet, der von einem Technischen Sekretariat unterstützt wird.
Am 15. November 2019 wurde in Basel die neue Strategie 2030 unterzeichnet, mit der die bisherige TMO-Strategie 2020 fortgeschrieben wird. Die Vertreter der drei Länder formulierten dabei ihre Absicht wie folgt:

„Wir wollen Modellregion für Europa sein und die Vorteile von Europa im Alltag erfahrbar machen. Dazu werden wir die Exzellenz in Wirtschaft und Wissenschaft weiterentwickeln, die Strukturen der grenzüberschreitenden Zusammenarbeit stärken und neue Potenziale erschließen.“

Im kommenden Jahrzehnt sollen vor allem die Folgen des Klimawandels, der Ausbau einer umweltfreundlichen Mobilität sowie der Abbau von rechtlichen Barrieren für die Bürgerinnen und Bürger im Fokus stehen.

## Funktionale Kriterien
Die deutsche Ministerkonferenz für Raumordnung definiert europäische Metropolregionen als „räumliche und funktionale Standorte, deren herausragende Funktionen über die Grenzen im internationalen Maßstab hinweg ausstrahlen“.

### Institutionen
Zentrale politische und ökonomische Einrichtungen mit Entscheidungs- und Kontrollfunktion am Oberrhein sind das Europaparlament, der Europarat, der Europäische Gerichtshof für Menschenrechte in Strasbourg, das Max-Planck-Institut für ausländisches und internationales Strafrecht in Freiburg sowie die Bank für Internationalen Zahlungsausgleich in Basel. Auch das Bundesverfassungsgericht in Karlsruhe strahlt über seine rein nationale Funktion hinaus.
Innovations- und Wettbewerbsfunktion haben die Hochschulen (Universität Basel, DH Lörrach, Albert-Ludwigs-Universität Freiburg, Hochschule Offenburg, Hochschule Furtwangen, Karlsruher Institut für Technologie, Technische Universität Kaiserslautern-Landau, Universität Straßburg, Universität des Oberelsass) sowie weitere 167 Forschungs- und Wissenschaftseinrichtungen in der Region.
Impressionen (Auswahl)

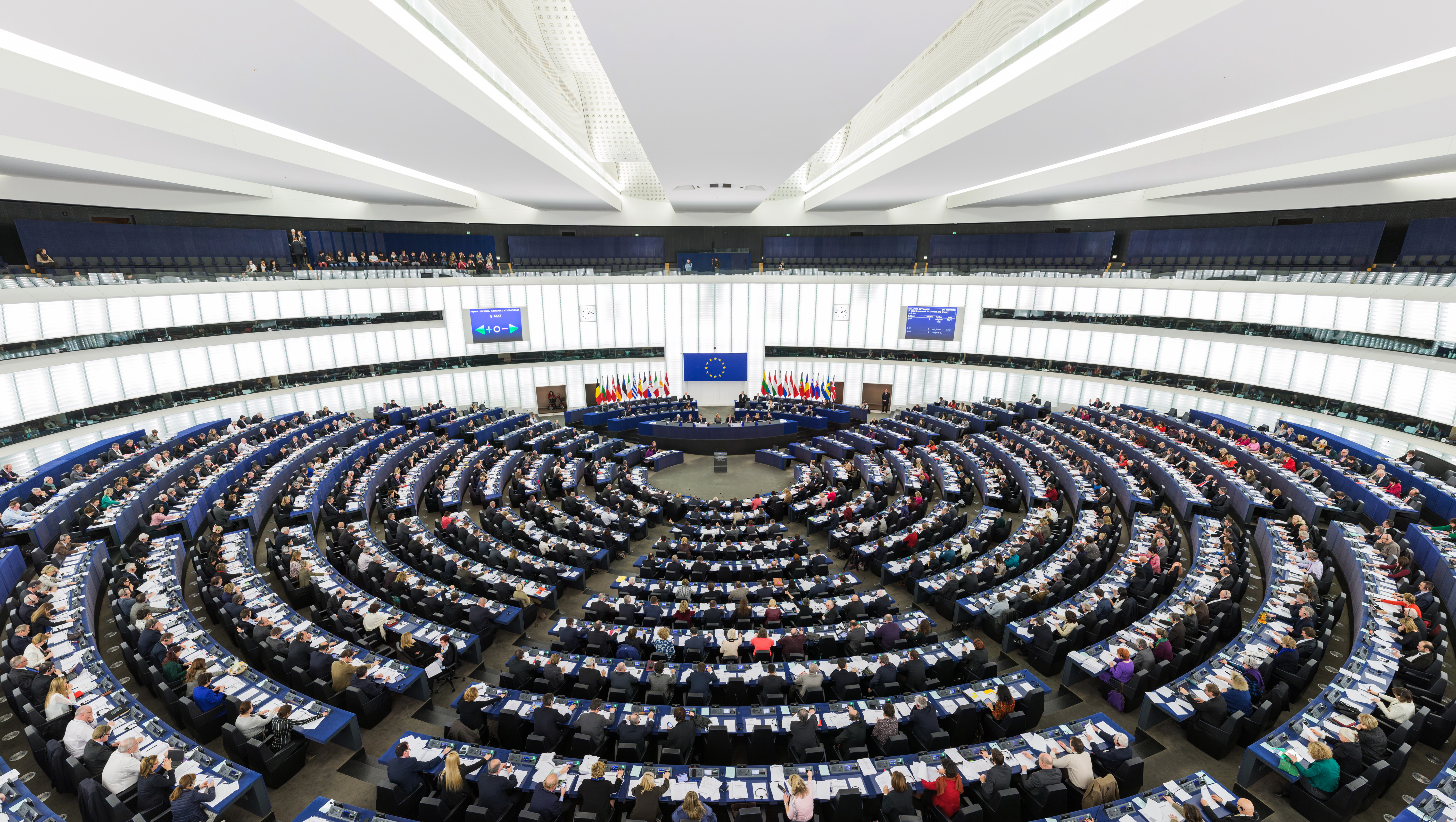
Europäisches Parlament in Straßburg
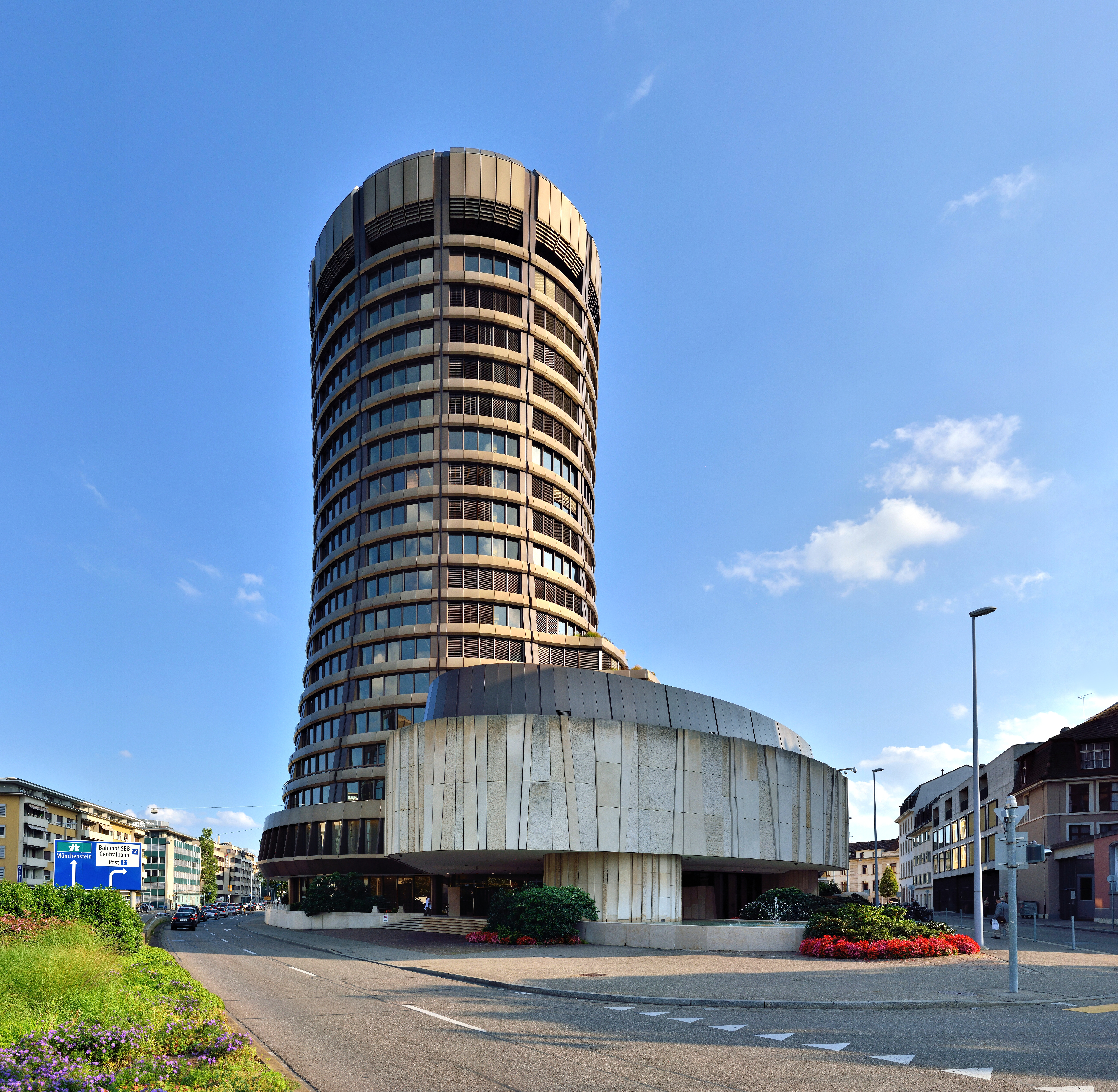
Bank für internationalen Zahlungsausgleich in Basel
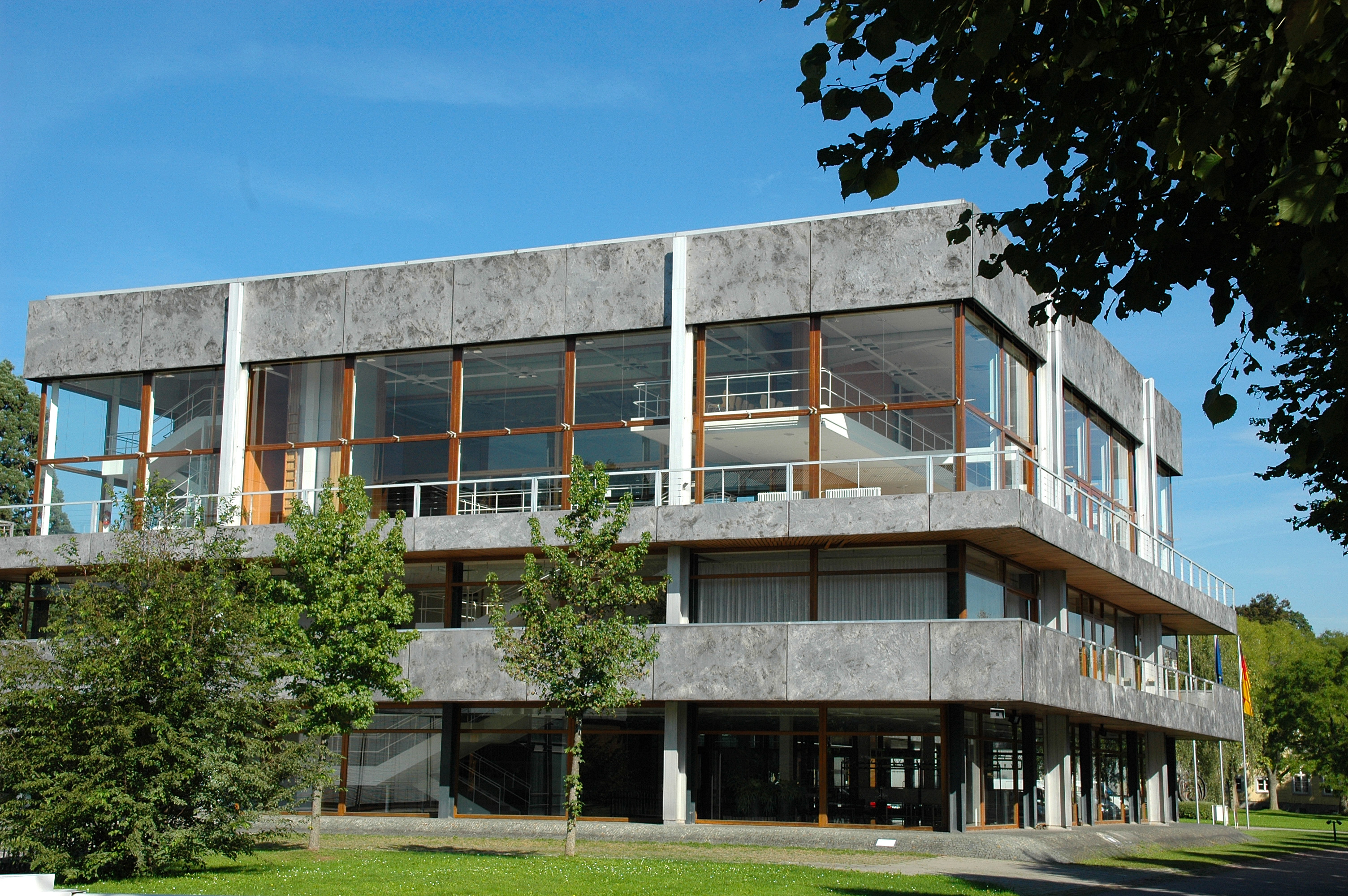
Bundesverfassungsgericht in Karlsruhe

### Kultur
Kulturell über die Landesgrenzen greifen das deutsch-französische Fernsehprogramm ARTE, die Theater Basel, Theater Freiburg, Theater Baden-Baden, das Badische Staatstheater Karlsruhe, die Opéra national du Rhin oder das Projekt Burgen am Oberrhein.

### Verkehr & Wirtschaft
Die Flughäfen Karlsruhe/Baden-Baden, Strasbourg, Flughafen Basel Mulhouse Freiburg bedienen die Region am Oberrhein bereits heute grenzüberschreitend. Der Rhein war schon immer eine internationale Wasserstraße. Die Verknüpfung der Hochgeschwindigkeitstrassen TGV/ICE (Karlsruhe) wurde mit der Anbindung Freiburgs vervollständigt. Bei den Messestandorten (Mustermesse Basel, Messe Freiburg, Messe Mulhouse, Messe Strasbourg, Messe Karlsruhe, Messe Offenburg-Ortenau) erschwert z. Zt. noch das Konkurrenzdenken die grenzüberschreitende Zusammenarbeit.

## Organisationsstruktur

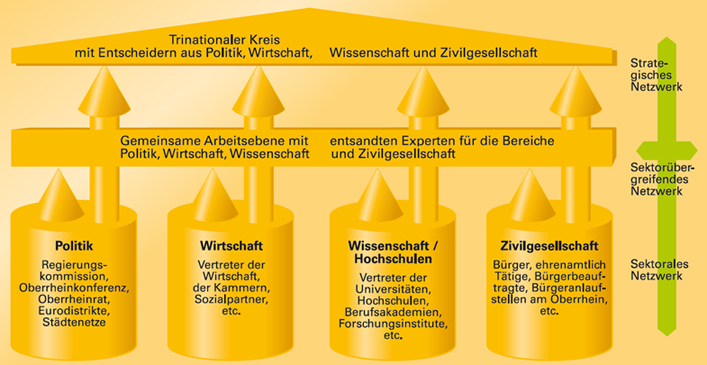
Organisatorischer Aufbau der Trinationalen Metropolregion Oberrhein

Die Trinationale Metropolregion Oberrhein ist in vier Säulen organisiert. Jede Säule bildet eine Arbeitsgruppe zu einem der vier Handlungsfelder Politik, Wirtschaft, Wissenschaft sowie Zivilgesellschaft und vereint Vertreter aus den drei Partnerländern. Ziel ist es, gemeinsam Strategien und Ziele zu entwickeln und durch Bündelung und Koordination der Tätigkeiten im TMO-Raum ein funktionierendes Netzwerk für alle Beteiligten zu erreichen (multi-level-governance).

### Politik
In der Säule Politik arbeiten Vertreter der D-F-CH-Regierungskommission (Außenministerien), der D-F-CH-Oberrheinkonferenz (regionale Verwaltungen), des Oberrheinrats (Gewählte) und den kommunalen Eurodistrikten zusammen (vertikale Gouvernance). Auch Abgeordnete des Europaparlaments vom Oberrhein sind beteiligt. Die Oberrheinkonferenz ist derzeit noch der entscheidende Impulsgeber. Ihre Ad-hoc-Gruppe leistet die Aufbauarbeit und bringt die Akteure zusammen. Hinzu kommt die Aktivierung von Fördergeldern aus dem INTERREG-Programm.

### Wirtschaft
Die Säule Wirtschaft vereint Vertreter der Industrie- und Handelskammern, Handwerkskammern, Wirtschaftsverbände, aber auch Großunternehmen, Gewerkschaftsvertreter und die Arbeitsverwaltungen der drei Länder. Ziel ist u. a. die Bildung grenzüberschreitender Cluster und die Entwicklung eines Standortmarketings.

### Bildung & Wissenschaft
Die Säule Wissenschaft setzt sich aus Vertretern der oberrheinischen Universitäten, Hochschulen, Berufsakademien und 167 Forschungseinrichtungen zusammen. Aufgabe und Funktion der Säule Wissenschaft ist die Förderung der grenzüberschreitenden Zusammenarbeit und Netzwerkbildung im Anwendungs- und forschungsorientierten Wissenschaftsbereich.
Von 2012 bis 2014 lief ein Forschungsprogramm „Humanismus als geistige Strömung“ mit den vier Beteiligten Universität Straßburg, Universität des Oberelsass, Universität Basel und Albert-Ludwigs-Universität Freiburg; der Europäische Fonds für regionale Entwicklung leistete die Mit-Finanzierung. In einem ersten Schritt haben im Jahr 2012/13 sieben öffentliche Bibliotheken am Oberrhein ihre Schätze und Raritäten aus dem 15. und 16. Jahrhundert, insbesondere aus dem Bereich des frühen Druckwesens ausgestellt und, unterstützt durch Vorträge und Kolloquien, dem breiteren Publikum präsentiert. Eine daraus entstandene Datenbank soll die künftige wissenschaftliche Erforschung der frühen Humanisten und ihrer antiken Ideengeber deutlich erleichtern.

### Zivilgesellschaft
In der Säule Zivilgesellschaft treffen Bürger, ehrenamtlich Tätige, Bürgerbeauftragte, Mitarbeiter von Bürgeranlaufstellen etc. vom Oberrhein zusammen. Sie sollen aktiv in den Prozess des Aufbaus der Trinationalen Metropolregion Oberrhein eingebunden werden. In Bürgerforen in Straßburg, Basel und Karlsruhe werden Erfahrungen und Kritik, Wünsche und Vorschläge der zivilgesellschaftlichen Akteure aller beteiligten Regionen zusammengetragen.

## Ziele
Die Denkschrift vom 12. September 2007 gibt als Ziele der internationalen Zusammenarbeit an:
- „Verstärkte Vernetzung der Potenziale im Bereich Wissenschaft, Forschung und Bildung (Wissensregion Oberrhein)“
- „Verwirklichung eines einheitlichen Wirtschaftsraumes Oberrhein nach innen und seine gemeinsame Präsentation nach außen (Trinationale Europäische Metropolregion als Corporate Identity)“
- „Einbeziehung der Bevölkerung in den Prozess des Aufbaus einer Trinationalen Europäischen Metropolregion Oberrhein (gemeinsam sprechen - gemeinsam denken - gemeinsam handeln). Bürger sein am Oberrhein.“
- „Verankerung der europäischen Institutionen in Straßburg“
- „Rasche Verwirklichung der europäischen Verkehrsprojekte am Oberrhein (Verkehrsdrehscheibe Europas)“
- „Förderung von Kultur und Entertainment“
- „Vernetzung der Zivilgesellschaft“
- „Sicherung natürlicher Lebensgrundlagen, Nachhaltigkeit und Umweltschutz“

## Tourismus
Das oberrheinische Metropolregion beheimatet auch viele touristische Sehenswürdigkeiten sowie Aktivitäten, die man i. d. R. unkompliziert erreichbar sind. Hier sind die wichtigsten Ziele mit Auswahl aufgelistet.
- Basel (Kanton Basel-Stadt): Etwa vierzig Museen, Basler Rathaus, Basler Münster, Mittlere Brücke
- Aarau (Kanton Aargau): Altstadt
- Solothurn (Kanton Solothurn): Biel-, Buris- und Baseltor
- Lörrach (Baden-Württemberg): Burg Rötteln und Lörracher Skulpturenweg
- Weil am Rhein (Baden-Württemberg): Dreiländerbrücke und Vitra Campus
- Freiburg im Breisgau (Baden-Württemberg): Martins- und Schwabentor, Münster, Augustinermuseum, Europa-Park,
- Karlsruhe (Baden-Württemberg): Schloss und Karlsruher Pyramide
- Landau in der Pfalz (Rheinland-Pfalz): Rathausplatz und Jugendstil-Festhalle
- Colmar (Elsass): Petite Venice (Klein-Venedig)
- Straßburg (Elsass): Straßburger Münster, Petite France und Palais Rohan

## Kritik
Der BUND-Regionalverband südlicher Oberrhein kritisiert die mangelnde und verspätete Einbeziehung der Bürger bei der Verabschiedung des Konzeptes. Zudem weist er auf die möglichen Folgen der Schaffung einer Metropolregion für die Umwelt am Oberrhein hin, beispielsweise durch das Projekt Verkehrsdrehkreuz Oberrhein. Laut BUND könnte sich die Lebensqualität durch eine nur auf Wachstum ausgerichtete Metropolregion auch verschlechtern.